# Beflijster
De beflijster (Turdus torquatus) is een zangvogel uit de familie van de lijsters (Turdidae).

## Kenmerken
De beflijster lijkt qua grootte en postuur sterk op de merel. Het mannetje heeft een zwart verenkleed. Op de borst hebben de veren lichte randen, daardoor lijkt het of de borst 'geschubd' is (zie plaatje). Het meest opvallend is een brede witte streep op de borst, de 'bef'. De ondersnavel van het mannetje is oranje. Het vrouwtje is bruin gekleurd en op de borst neigt de kleur naar lichtgrijs. De beflijster is even groot als de merel, 24 tot 26 cm. Onvolwassen vogels hebben geen witte bef, maar alleen lichte spikkels. De alarmroep van de beflijster is een scheldend 'ok-ok-ok', dat lijkt op dat van de merel, maar het klinkt scherper en lager.

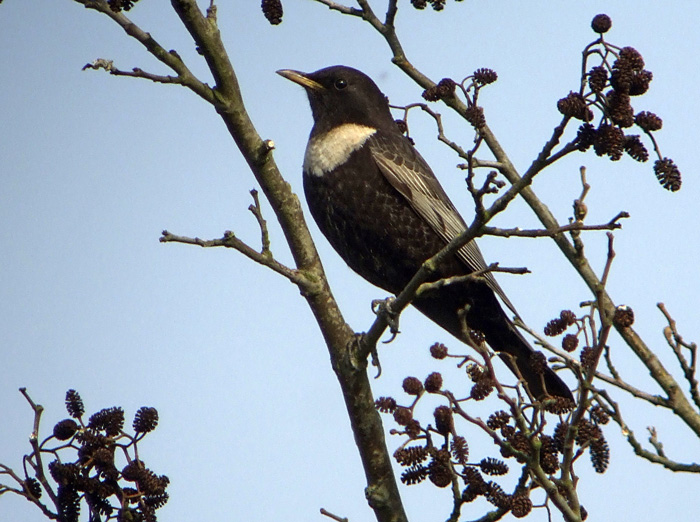
Mannetje
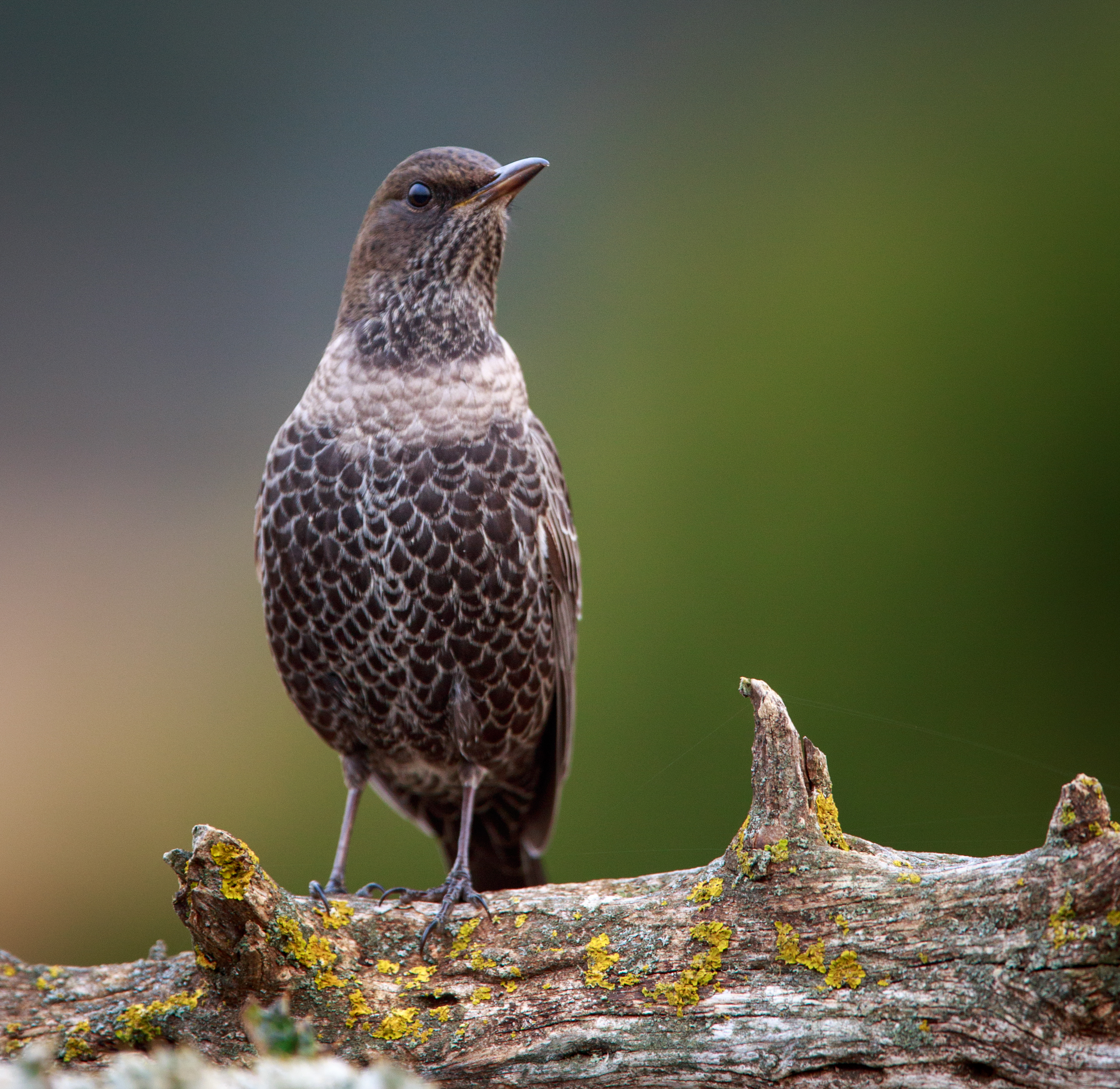
Vrouwtje

## Leefgebied
De beflijster komt voor in bergachtige gebieden in Scandinavië, Verenigd Koninkrijk, Centraal-Europa en de Kaukasus (gebergte) en broedt daar in lichte naaldbossen, sparren en moerasbossen. In West-Noorwegen broedt de vogel ook in struikgewas bijna op zeeniveau (bijvoorbeeld op het eiland  Runde).
De soort telt drie ondersoorten:
- T. t. torquatus (Noordse beflijster): westelijk en noordelijk Europa.
- T. t. alpestris (Alpenbeflijster): van noordelijk Spanje en Centraal-Europa tot Griekenland en westelijk Turkije.
- T. t. amicorum (Kaukasische beflijster): van Centraal-Turkije tot Turkmenistan en noordelijk Iran.

De beflijster is een trekvogel die overwintert in het Middellandse Zeegebied.

In Nederland en België is de beflijster een doortrekker die vooral op de voorjaarstrek in april wordt gezien in open terrein en ook op de najaarstrek in oktober, maar dan opvallend minder. De trekroute naar het noorden ligt waarschijnlijk westelijker dan de trekroute naar het zuiden.

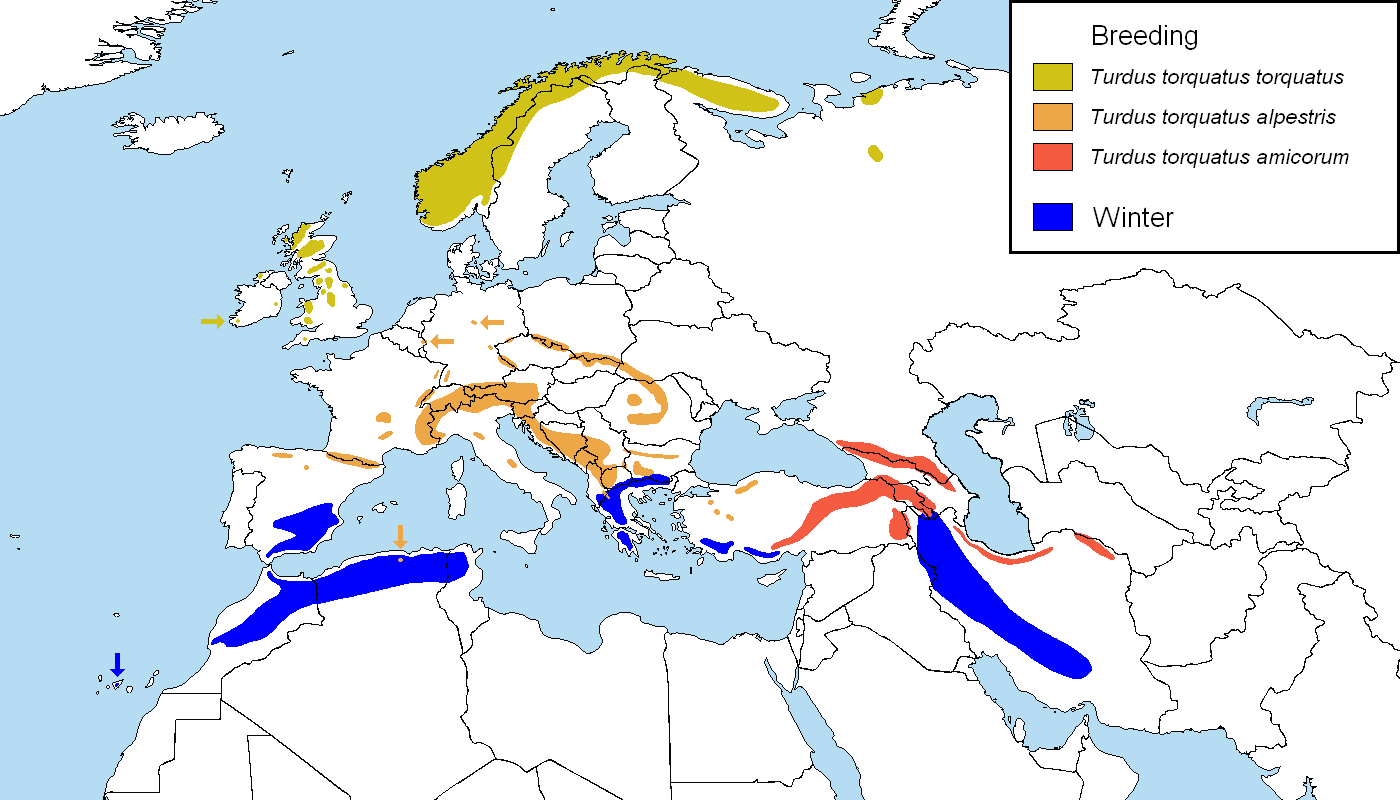
Verspreidingsgebied van de beflijster met ondersoorten
----

## Voedsel
De beflijster voedt zich met weekdieren, bessen, insecten en hun larven, maar hoog op het menu staan ook regenwormen.

## Voortplanting
Het nest van de beflijster is een typisch lijsternest, dat door het vrouwtje relatief laag in naaldbomen of moerasbos wordt gebouwd met takjes, stengels, gras, wortels en mos. De vier à vijf blauw-groen en bruin-gespikkelde eieren worden in twee weken uitgebroed. Het broedseizoen loopt van april tot augustus. Na 12 tot 14 dagen zijn de jongen volwassen.

## Video
- Een beflijster in een struik
- Een beflijster op een paaltje
- Foeragerende beflijster